# Ralph Shapey
Ralph Shapey (Filadelfia, Estados Unidos; 12 de marzo de 1921-Chicago, Estados Unidos; 13 de junio de 2002) fue un compositor y director de orquesta estadounidense.

## Biografía
Nacido en Filadelfia, Shapey es conocido por su labor como profesor de composición en la Universidad de Chicago, donde impartió clases de 1964 a 1991 y donde fundó y dirigió el grupo Contemporary Chamber Players. Shapey estudió violín con Emanuel Zeitlin y composición con Stefan Wolpe. Tras servir en el Ejército de los Estados Unidos en laSegunda Guerra Mundial, se instaló en Nueva York, donde trabajó como violinista, compositor, director de orquesta y pedagogo. En 1963, dirigió la orquesta y el coro en la Universidad de Pensilvania antes de aceptar su puesto en Chicago.  
Shapey recibió una Beca MacArthur en 1982. Al escuchar la noticia a través de una llamada telefónica, se mostró escéptico y, según se informa, preguntó: "¿Cuál de mis amigos o enemigos te instó a hacer esto?". y cerrando de golpe el auricular. 
El compositor franco-estadounidense Edgard Varèse fue una de las más importantes influencias para Shapey. Ambos compositores sintieron fascinación por las sonoridades inusuales, las masas de contrapunto y los extremos del espacio tonal. La coordinación de bloques de sonido estáticos en la música de Shapey también recuerda a la de otro compositor francés, Olivier Messiaen.

## Premios y reconocimientos
El Concierto de Shapey para violonchelo, piano y orquesta de cuerdas fue finalista del Premio Pulitzer de Música de 1990 y compartió el máximo premio del Kennedy Center Friedheim con William Kraft por Velos y variaciones para trompa y orquesta.  
En 1992, el jurado del Premio Pulitzer de Música, que ese año estaba formado por George Perle, Roger Reynolds y Harvey Sollberger, seleccionó el Concerto Fantastique de Shapey para el premio.  El Consejo Pulitzer rechazó la decisión y otorgó el premio a la segunda opción del jurado, The Face of the Night, the Heart of the Dark de Wayne Peterson . El jurado respondió con una declaración pública de que no habían sido consultados sobre esa decisión y que la junta no estaba capacitada para tomarla. La junta, por su parte, no revocó su decisión y respondió al jurado argumentando que los Pulitzers valoran, además del punto de vista del profesional, el punto de vista del consumidor.  

## Legado
Shapey escribió más de 200 obras, muchas de ellas publicadas por Presser. Presser también publicó su libro de texto Un curso básico de composición musical, escrito después de más de 50 años de impartir esta materia. Las grabaciones de la música de Shapey están disponibles en los sellos CRI, Opus One y New World. Las obras de Shapey han sido catalogadas por Patrick D. Finley en A Catalog of the Works of Ralph Shapey, publicado por Pendragon Press.
Entre sus alumnos, se incluyen nombres como Gerald Levinson, Robert Carl, Gordon Marsh, Michael Eckert, Philip Fried, Matt Malsky, Lawrence Fritts, James Anthony Walker, Frank Retzel, Jorge Liderman, Jonathan Elliott, Terry Winter Owens, Deborah Drattell, Ursula Mamlok, Shulamit Ran y Melinda Wagner.  Shulamit Ran dedicó su sinfonía ganadora del premio Pulitzer a Shapey en 1990.
El compositor Robert Black estuvo particularmente influenciado por él y, como director, estrenó Three for Six de Shapey. 